# Creglingen
Creglingen (ⓘ, früher auch Kreglingen) ist eine Stadt im Main-Tauber-Kreis im fränkisch geprägten Nordosten Baden-Württembergs.

## Geographie

### Geographische Lage

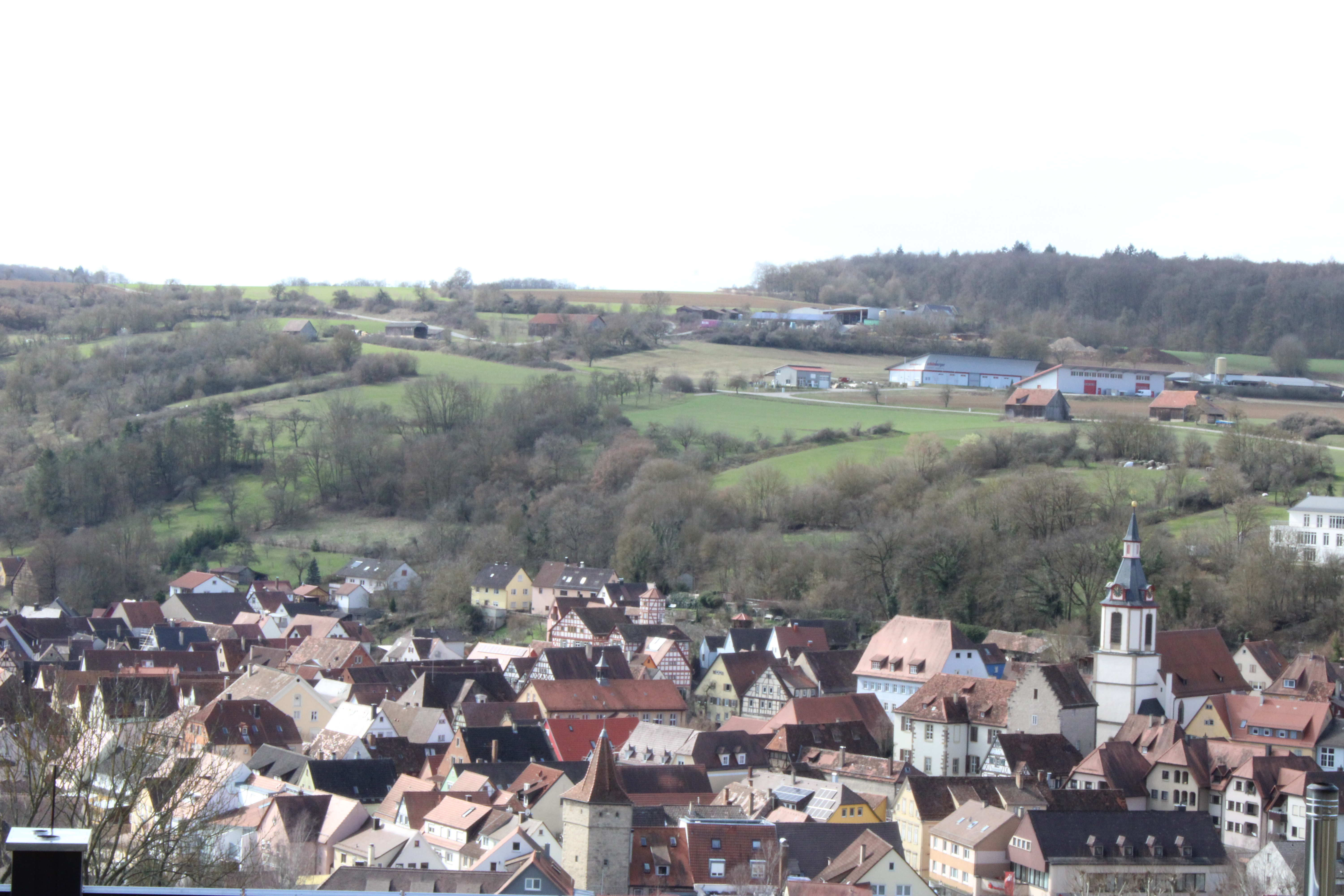
Creglingen, Ansicht von Nordosten

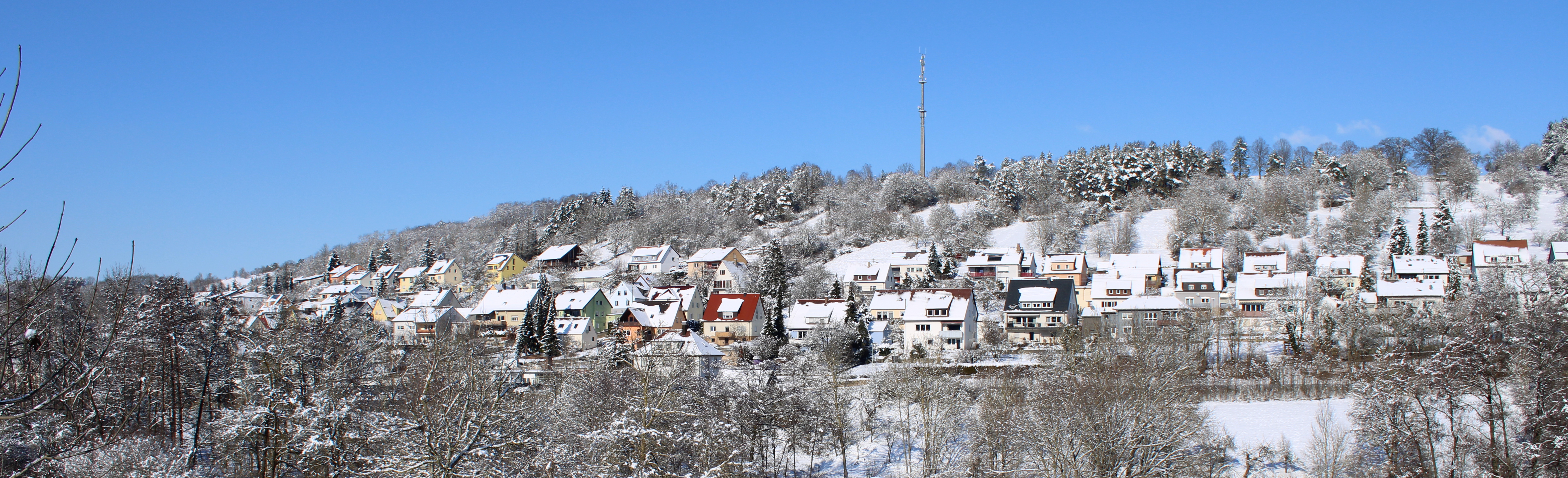
Creglinger Wohngebiet nördlich der L2251

Creglingen liegt in Tauberfranken, im äußersten Nordosten Baden-Württembergs an der Tauber, flussabwärts etwa 15 km nordwestlich von Rothenburg ob der Tauber und flussaufwärts etwa 19 km östlich von Bad Mergentheim (jeweils Luftlinie). Der namengebende Hauptort liegt als lang gestrecktes Oval im Mündungstrichter des dort von Westen und Süden zufließenden Herrgottsbachs in die Tauber. Das 117,22 Quadratkilometer große Stadtgebiet befindet sich im Norden rechts der Steinach naturräumlich im Ochsenfurter Gau und Gollachgau, in der Mitte  um die Kernstadt Creglingen im Tauberland und im Süden in der Hohenloher-Haller Ebene. Der höchste Geländepunkt liegt im südlichen Stadtgebiet im Lohfeld bei Schwarzenbronn mit etwa 472 m ü. NN und der tiefste Geländepunkt befindet sich am Austritt der Tauber auf die Klingener Gemarkung im Westen mit ungefähr 257 m ü. NN. Creglingen ist heute als Unterzentrum eingestuft und gehört seit Anfang 1973 zum Main-Tauber-Kreis.

### Stadtgliederung
Zu Creglingen gehören neben der Kernstadt Creglingen seit der Gemeindereform 1972 die ehemals selbstständigen Gemeinden und heutigen Stadtteile Archshofen, Blumweiler, Craintal, Finsterlohr, Frauental, Freudenbach, Münster, Niederrimbach, Oberrimbach, Reinsbronn, Schmerbach und Waldmannshofen:
- Zur ehemaligen Gemeinde Archshofen gehören das Dorf Archshofen (⊙) und das Gehöft Holdermühle (⊙; teilweise auch in Tauberzell in Bayern[6]).
- Zur ehemaligen Gemeinde Blumweiler gehören die Weiler Blumweiler (⊙), Reutsachsen (⊙), Schwarzenbronn (⊙), Seldeneck (⊙), Weiler (⊙) und Wolfsbuch (⊙) sowie die abgegangenen Ortschaften Heroldeshalden und Heymot.
- Zur ehemaligen Gemeinde Craintal gehört das Dorf Craintal (⊙).
- Zur Stadt Creglingen in den Grenzen von 1971 gehören die Stadt Creglingen (⊙) und die Wohnplätze Äckerbrunnen (⊙), Herrgottskirche (⊙) und Kohlesmühle (⊙) sowie die abgegangene Ortschaft Lemmerheim.
- Zur ehemaligen Gemeinde Finsterlohr gehören das Dorf Finsterlohr (⊙) und die Weiler Burgstall (⊙) und Schonach (⊙).
- Zur ehemaligen Gemeinde Frauental gehören das Dorf Frauental (⊙), die Weiler Lohrhof (⊙) und Weidenhof (⊙) und die Höfe Fuchshof (auch Fuchsmühle) (⊙) und Seewiesenhof (⊙) sowie die abgegangenen Ortschaften Enkersberg und Alterhof.
- Zur ehemaligen Gemeinde Freudenbach gehören das Dorf Freudenbach (⊙) und die Weiler Erdbach (⊙) und Schön (⊙).
- Zur ehemaligen Gemeinde Münster gehören das Dorf Münster (⊙) sowie die abgegangenen Ortschaften Hellenmühle, Hohenweiler und Wieset.
- Zur ehemaligen Gemeinde Niederrimbach gehören das Dorf Niederrimbach (⊙) und der Weiler Standorf (⊙).
- Zur ehemaligen Gemeinde Oberrimbach gehören das Dorf Oberrimbach (⊙), der Weiler Lichtel (⊙), das Gehöft Landturm (⊙) und der Wohnplatz Birkhöfe (⊙).
- Zur ehemaligen Gemeinde Reinsbronn gehören das Dorf Reinsbronn (⊙), die Weiler Niedersteinach (⊙) und Schirmbach (⊙), das Gehöft Brauneck (⊙) und der Wohnplatz Altmühle (⊙).
- Zur ehemaligen Gemeinde Schmerbach gehört das Dorf Schmerbach (⊙).
- Zur ehemaligen Gemeinde Waldmannshofen gehören das Dorf Waldmannshofen (⊙) und der Weiler Sechselbach (⊙).

### Schutzgebiete
In Creglingen gibt es ein Europäisches Vogelschutzgebiet, zwei Landschafts- und zwei Naturschutzgebiete. Dazu zählen seit 2007 das europäische Vogelschutzgebiet Wiesenweihe Taubergrund, seit 1997 das Landschaftsschutzgebiet Creglingen mit 2.027,9 ha (Gemarkungen Creglingen, Niederstetten und Weikersheim), und ebenso das Landschaftsschutzgebiet Weikersheim mit 2.718,0 ha (Gemarkungen Bad Mergentheim, Creglingen, Niederstetten und Weikersheim) seit 1993. Das Naturschutzgebiet Holzberg mit 25 ha (Stadt Creglingen, Gemarkungen Finsterlohr und Archshofen) sowie Naturschutzgebiet Oberrimbacher Erdfälle mit 71,2 ha (Stadt Creglingen, Gemarkung Oberrimbach, Stadt Niederstetten, Gemarkung Wildentierbach und Stadt Schrozberg, Gemarkung Spielbach, Landkreis Schwäbisch Hall) zählen ebenfalls zu den zusammengefassten fünf Schutzgebieten.
Das FFH-Gebiet Taubergrund bei Creglingen liegt komplett auf der Gemarkung von Creglingen. Daneben gibt es auf dem Gebiet der Stadt Creglingen insgesamt 50 als Naturdenkmal geschützte Objekte.
Das mit Rechtsverordnung vom 13. Februar 1995 ausgewiesene Wasserschutzgebiet Creglingen/Hohenloher Wasserversorgungsgruppe mit der WSG-Nr. 128214 umfasst eine geschützte Fläche von 8.190,48 Hektar.

### Flächenaufteilung
Nach Daten des Statistischen Landesamtes, Stand 2014.

## Geschichte

### Geschichte der Stadt Creglingen

#### Frühzeit
Während der vorrömischen Eisenzeit, in der jüngeren La-Tène-Zeit, lag beim heutigen Teilort Finsterlohr auf einem von zwei kleinen linken Taleinschnitten zur Tauber eingefassten, breiten Sporn der Hochebene das Oppidum Finsterlohr. Archäologische Untersuchungen haben bisher nur in sehr beschränkten Umfang stattgefunden, zeigten aber eine Befestigungsanlage mit Pfostenschlitzmauer.

#### Mittelalter

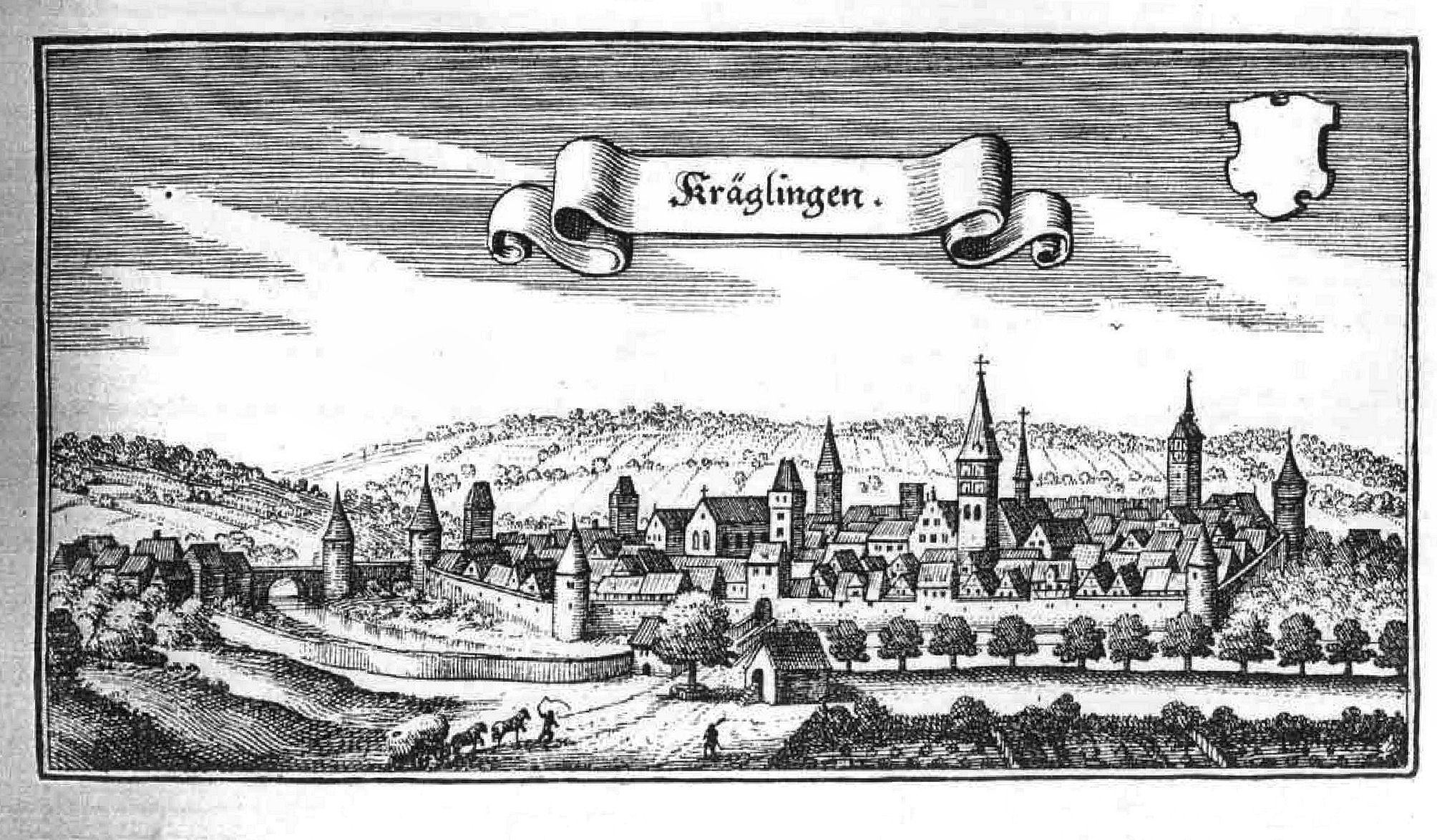
Darstellung aus der Topographia Franconiae des Matthäus Merian

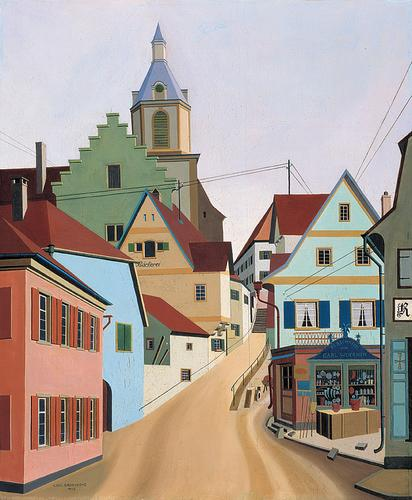
Carl Grossberg: Creglingen, 1926

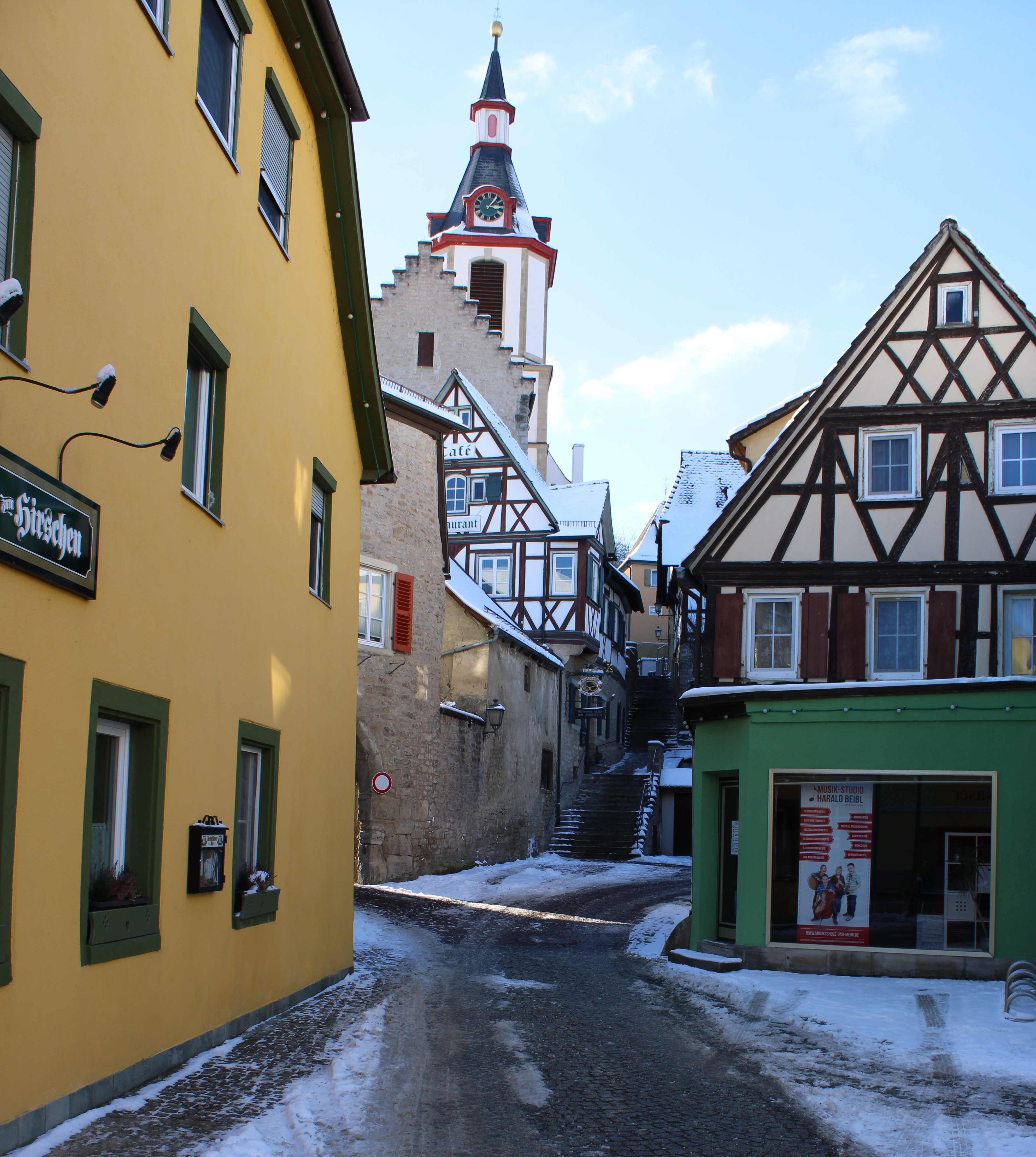
Kirchenstaffel im Februar 2021

Erstmals schriftlich erwähnt wurde Creglingen 1045 in einer Urkunde des Bischofs von Bamberg. Im Jahr 1088 gelangte der Ort an das Kloster Comburg. Während der Zeit der Stammesherzogtümer lag Creglingen im Herzogtum Franken. Im 13. Jahrhundert ging das Dorf in den Besitz des Geschlechts der Hohenlohe über, das unter anderem die Burg Brauneck bewohnte. Im Jahr 1349 erhielt Gottfried von Hohenlohe-Brauneck für Creglingen das Stadtrecht.
Einer Sage nach fand am 10. August 1384 ein Bauer beim Pflügen am rechten Hang des Herrgottstalbachs südlich von Creglingen eine unversehrte Hostie. Über dem Fundort errichtete man 1389 die Herrgottskirche, die Konrad IV. von Hohenlohe-Brauneck stiftete. In ihr steht der Marienaltar Tilman Riemenschneiders, den er um das Jahr 1505 schuf.
Nach dem Aussterben der Linie Hohenlohe-Brauneck 1390 hatte Creglingen eine wechselhafte Geschichte. Es gehörte zeitweise dem Haus Weinsberg, dem thüringischen Grafen von Schwarzburg und dem Markgrafen von Brandenburg-Ansbach.

#### Neuzeit
1791 wurde Creglingen preußisch, 1806 bayerisch und kam 1810 schließlich zum Königreich Württemberg. Dort wurde Creglingen dem Oberamt Mergentheim zugeordnet.
Während der Weimarer Republik dominierte in den protestantischen Gemeinden der konservative, z. T. antisemitische Württembergische Bauern und Weingärtnerbund (WBWB),  in den katholischen Orten die Zentrumspartei. Da auch die Zentrumspartei in Württemberg auf dem rechten Flügel ihrer Reichsparteiorganisation stand, war das politische Klima im gesamten Oberamt Mergentheim sehr konservativ.
Bereits 1932 wurde aber die NSDAP im Ort mit breiter Mehrheit gewählt, anders als allgemein in Württemberg vor 1933. Der erste tödliche Akt der reichsweiten Judenverfolgung fand am 25. März 1933 mit dem SA-Sturm auf die Synagoge der Jüdischen Gemeinde Creglingen und Folterung mit Todesfolge in zwei Fällen (Hermann Stern) von angesehenen jüdischen Bürgern im Ort statt. Während der NS-Zeit in Württemberg wurde 1934 aus dem Oberamt der Kreis, 1938 der Landkreis Mergentheim.
Da Creglingen nach dem Zweiten Weltkrieg Teil der Amerikanischen Besatzungszone geworden war, gehörte die Stadt somit seit 1945 zum neu gegründeten Land Württemberg-Baden, das 1952 im jetzigen Bundesland Baden-Württemberg aufging.
Mit der Auflösung des Landkreises Mergentheim kam Creglingen am 1. Januar 1973 zum neuen Tauberkreis, dem heutigen Main-Tauber-Kreis. Zuvor, am 1. Februar 1972, wurde Creglingen um die zwölf Gemeinden Archshofen, Blumweiler, Craintal, Finsterlohr, Frauental, Freudenbach, Münster, Niederrimbach, Oberrimbach, Reinsbronn, Schmerbach und Waldmannshofen vergrößert.

### Creglingens Stadtteile und ihre Geschichte

#### Archshofen
Das Dorf Archshofen liegt etwa vier Kilometer vom Stadtzentrum entfernt im Taubertal. Es wurde 807 erstmals urkundlich erwähnt. Seit 1341 gab es im Ort eine eigene Kirchengemeinde und 1695 siedelten sich die ersten Juden im Dorf an.

#### Craintal

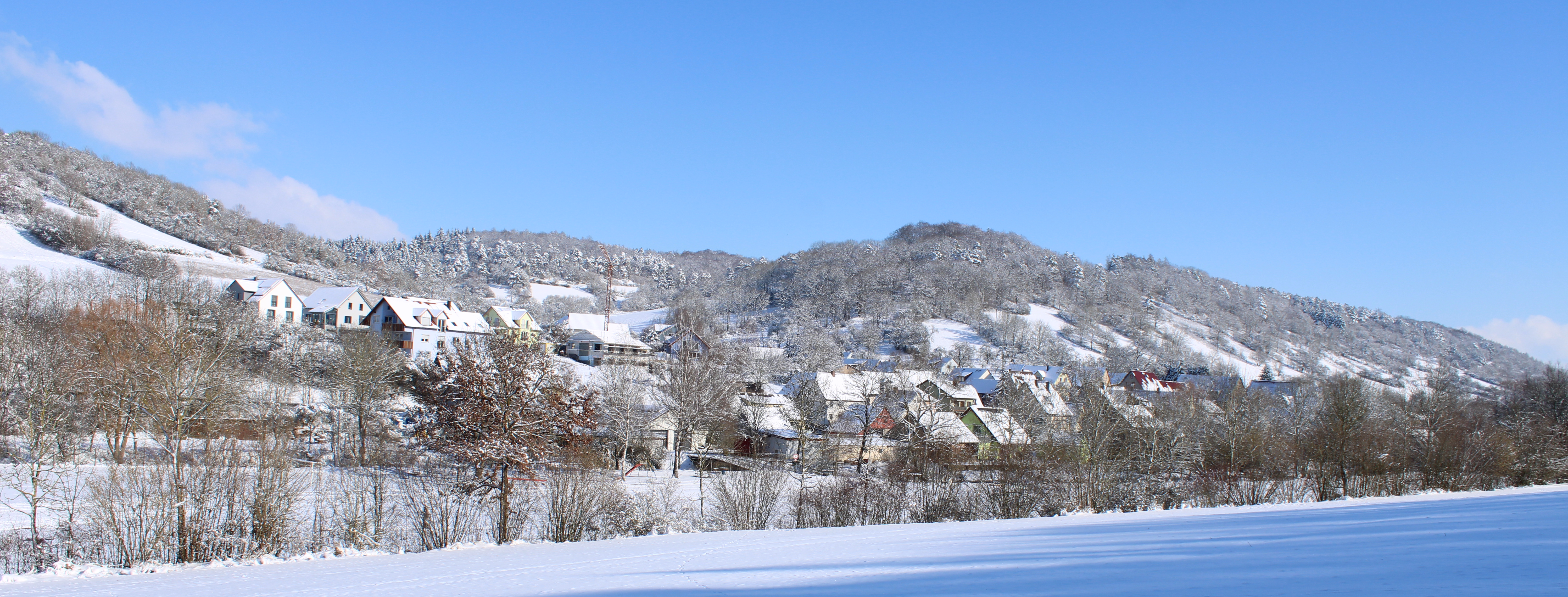
Craintal im Winter 2021

#### Blumweiler
Der Weiler Blumweiler liegt fast neun Kilometer südöstlich des Stadtzentrums auf der Hochebene links der Tauber. 1265 wurde die Burg Seldeneck im gleichnamigen Teilort Seldeneck, etwa 4 km östlich des namengebenden Weilers am linken Taubertalrand, erstmals urkundlich erwähnt. 1341 wurde eine zur Burg gehörende Mühle genannt. Sowohl die Burg als auch die Mühle gingen um 1804 ab. Der zugehörige Weiler Wolfsbuch dazwischen erhielt seinen Namen, weil die Bewohner früher die Aufgabe hatten, die Wölfe in der Rothenburger Landwehr zu fangen.

#### Finsterlohr
Das Dorf Finsterlohr liegt etwa sechs Kilometer südöstlich des Stadtzentrums am oberen Ende einer kurzen linken Klinge zur Tauber. Der Ort wurde 1224 erstmals in einer Urkunde des Hochstifts Würzburg urkundlich erwähnt. Bei der Säkularisation wurde er zunächst bayerisch, kam dann aber bereits 1810 zu Württemberg. Das Dorf war Stammsitz der Herren von Finsterlohe, die sich auch nach ihm benannten. Ihr Familienwappen entspricht dem heutigen Gemeindewappen von Finsterlohr.

#### Frauental
Das Kloster Frauental liegt etwa sechs Kilometer nordöstlich des Stadtzentrums im Tal des rechten Tauberzuflusses Steinach und wurde 1232 als Zisterzienserinnenkloster erbaut. Im Bauernkrieg wurde es 1525 zerstört und schließlich, als Kloster aufgegeben, im Jahr 1548 von der Markgrafschaft Ansbach übernommen. Mit der Zeit entwickelte sich um das ehemalige Kloster ein kleines Dorf, das 1791 selbständig wurde.

#### Freudenbach

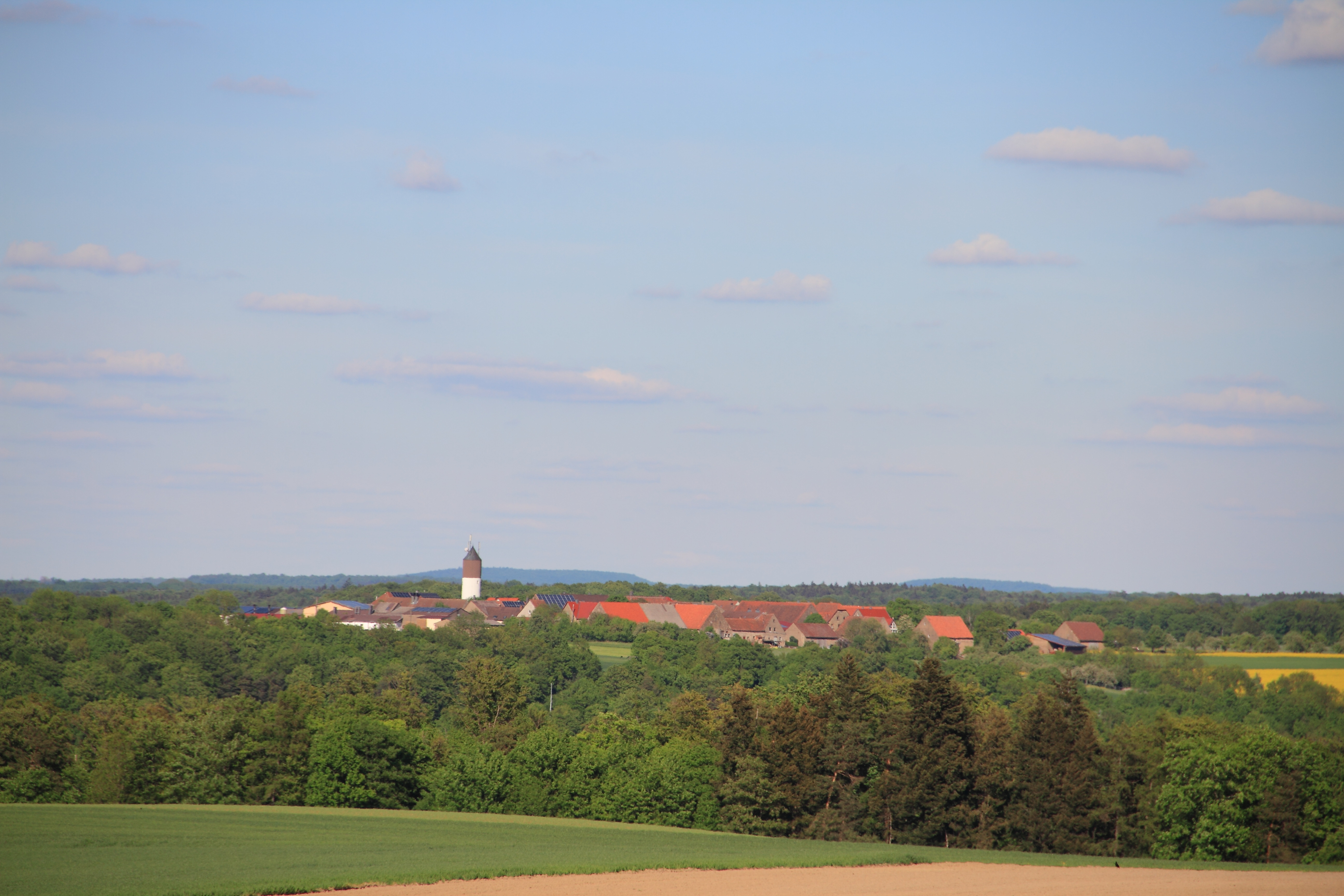
Der zur Gemarkung Freudenbach gehörende Weiler Schön mit seinem markanten Wasserturm. Gesehen über das Taubertal hinweg.

Das Dorf Freudenbach liegt etwa fünf Kilometer östlich des Hauptorts nahe an der Grenze zu Bayern auf dem etwa fünf Kilometer breiten flachen Höhenrücken zwischen den Tälern von Tauber im Süden und von deren rechtem Zufluss Steinach im Norden. Durchs Dorf, das im Westen und Osten von größeren Waldflächen eingerahmt ist, fließt der Freudenbach zur Steinach.
In Freudenbach befindet sich ein öffentliches Freibad der Stadt Creglingen mit Kinderplanschbecken, Schwimmbecken mit Nichtschwimmerbereich, Kiosk und Liegewiese.
Wie Archshofen wurde auch Freudenbach 807 erstmals urkundlich erwähnt. Die Ortsherrschaft hatte lange Hohenlohe-Brauneck; sie ging 1448 an die Markgrafschaft Ansbach über. Im Zuge der Mediatisierung kam der Ort zunächst 1806 zu Bayern und wurde 1810 dem Königreich Württemberg zugeteilt. Es kommt Lettenkohlensandstein vor, der im Tagebau gebrochen wird. Historisch bedeutsam war der Export von Schleifsteinen. Dieses Material fand u. a. Verwendung beim Bau des Ansbacher Schlosses und in zahlreichen anderen Gebäuden der Region. Beim zugehörigen Weiler Erdbach liegt ein überwachsener aufgelassener Steinbruch.

#### Münster
Münster liegt im mittleren Bereich des Herrgottsbacheinschnitts. Das Dorf wurde 1232 erstmals urkundlich erwähnt, weil die Herren von Hohenlohe-Brauneck aus den Gewinnen, die das Dorf abwarf, das Kloster Frauental errichteten.

#### Niederrimbach
1045 wurde Niederrimbach erstmals urkundlich erwähnt. Es liegt etwa 2,5 km westlich des Hauptorts am Rindbach, der wie der Herrgottsbach vorwiegend nördlich zur Tauber fließt. Niederrimbach hat neben dem alten Rathaus, welches als Gemeindehaus genutzt wird, auch ein altes Schulhaus, sowie eine evangelische Kirche. Insgesamt hat Niederrimbach ca. 130 Einwohner.

#### Oberrimbach
Das Dorf Oberrimbach liegt in der südlichen Stadtgemarkung in noch recht flacher Talmulde am linken Quellbach Rimbach des Herrgottsbachs in fast sieben Kilometer Entfernung vom Stadtzentrum. Südlich des Ortes ziehen sich von Süd nach Nord längs eines niedrigen Waldrückens zwischen zwei Tälchen mehrere Reihen von Einbruchdolinen in der Löss- und Unterkeuperauflage des auf der Stadtgemarkung stark verkarsteten Oberen Muschelkalks.
1324 wurde Oberrimbach erstmals urkundlich erwähnt. Eine Burg im Teilort Lichtel wurde 1408 abgebrochen, als die Gemeinde zu Rothenburg kam. Stattdessen wurde ein Landturm an der Rothenburger Landhege angelegt. An einem Weg in Richtung Blumweiler liegt ein Taufstein aus dem 2.–3. Jahrhundert. Einen halben Kilometer davon entfernt wurde 2010 ein sogenannter Ruheforst zur Urnenbestattung eingerichtet.

#### Reinsbronn

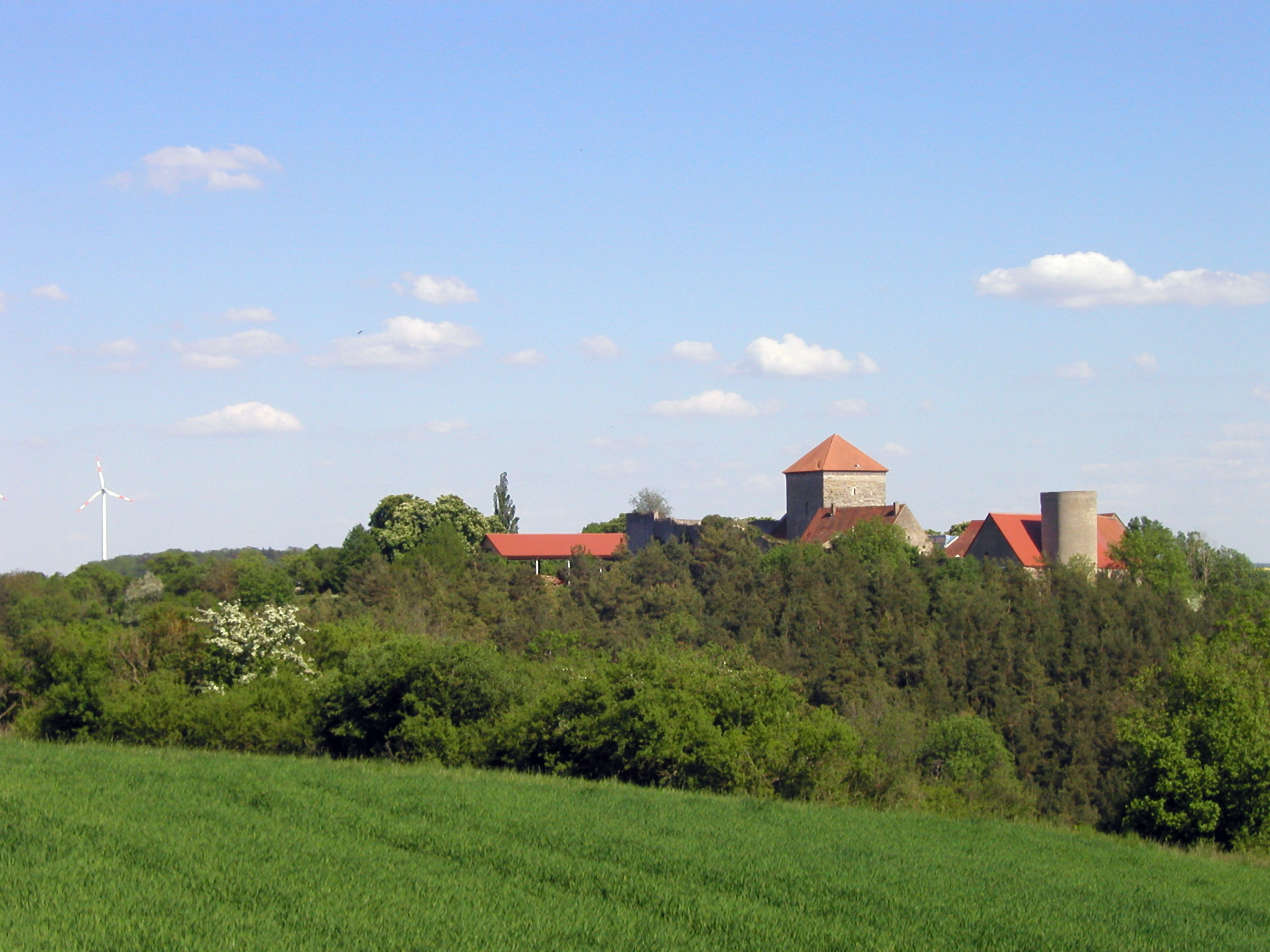
Burg Brauneck

Das Dorf Reinsbronn liegt etwa drei Kilometer nördlich der Stadtmitte zwischen Taubertal und Steinachtal an einem kurzen Zulauf zu letzterem.
1267 wurde der Ort erstmals in einer Urkunde des Deutschen Ordens erwähnt. An der Stelle des heutigen Schlosses stand ein Festes Haus der Herren von Reinsbronn, die unter der Lehensherrschaft des Hauses Hohenlohe-Brauneck standen. Mitte des 15. Jahrhunderts gelangte das Haus Brandenburg-Ansbach in den Besitz der Herrschaft und belehnte die Familie Geyer von Giebelstadt mit Reinsbronn. Im Jahre 1587 erwarb Philipp Geyer von Giebelstadt den Besitz für 23.000 Gulden, auf ihn gehen die heutigen Reste des ehemaligen Wasserschlosses zurück. Er war ein Neffe des Florian Geyer und führte dort um 1587 die Reformation ein. Nach dem Aussterben der Geyer von Giebelstadt fiel 1708 die Herrschaft an Preußen bzw. Ansbach zurück. 1923 stürzten der marode Nordflügel und ein Teil des Westflügels ein und wurden nicht mehr aufgebaut. Nur die restlichen Teile zeugen von dem einst prächtigen Schloss Reinsbronn.
Die zum Weiler Niedersteinach auf der Ortsteilgemarkung im Tal der Steinach gehörende Burg Brauneck auf einem nahen rechten Mündungssporn des kleinen Flusses stammt aus dem 11. Jahrhundert und wurde im Bauernkrieg von 1525 schwer beschädigt. Sie war Sitz der Herren von Hohenlohe-Brauneck und steht unter Denkmalschutz.

#### Schmerbach
Schmerbach liegt am beginnenden Einschnitt des gleichnamigen rechten Herrgottsbach-Oberlaufs in sieben Kilometer Entfernung vom Stadtzentrum und wurde 1182 als Lehen des Grafen Albertus de Hohenloch (Hohenlohe) erstmals urkundlich erwähnt.

#### Waldmannshofen

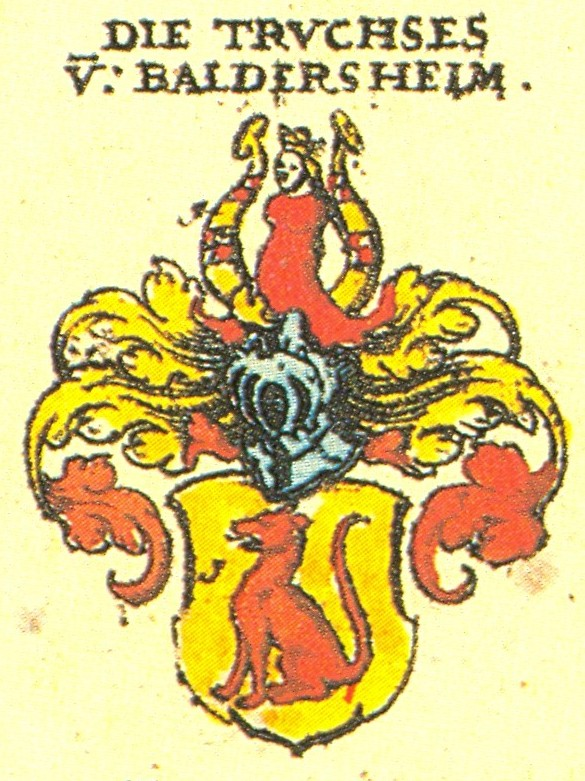
Wappen der Familie Truchseß von Baldersheim

In einer Urkunde des Hochstifts Würzburg wurde das im Nordzipfel der Stadtgemarkung liegende Waldmannshofen 807 erstmals urkundlich erwähnt. Dorf und Burg Waldmannshofen kamen später an die Familie der Truchseß von Baldersheim, die sie 1474 den Rittern von Rosenberg veräußerten. 1632 gingen sie dann an die Grafen von Hatzfeldt, von denen sie an das Königreich Württemberg übergingen.

### Einwohnerentwicklung
Die Bevölkerung der Stadt Creglingen (1961 und 1970 ohne Stadtteile) entwickelte sich wie folgt:
| Jahr | Bevölkerung |
| ---- | ----------- |
| 1961 | [00]1801    |
| 1970 | [00]1815    |
| 1991 | 4906        |
| 1995 | 5041        |
| 2005 | 4857        |
| 2010 | 4722        |
| 2011 | [00]4759    |
| 2015 | 4731        |
| 2020 | 4631        |

Quellen: Gemeindeverzeichnis und Angaben des Statistischen Landesamtes

## Religionen

### Christentum
Seit Einführung der Reformation ist Creglingen vorwiegend evangelisch geprägt. Eine römisch-katholische Gemeinde bildete sich erst wieder nach dem Zweiten Weltkrieg in der 1953 errichteten Pfarrkirche Fronleichnam, als katholische Heimatvertriebene nach Creglingen kamen. Heute gibt es auch eine landeskirchliche Gemeinschaft des Verbandes Die Apis. Evangelischer Gemeinschaftsverband Württemberg e. V. (vormals Altpietistischer Gemeinschaftsverband e. V.) und eine neuapostolische Gemeinde in der Stadt.

### Jüdische Gemeinde Creglingen
Bereits im Mittelalter und in der Neuzeit vom Anfang des 17. Jahrhunderts bis zur Zeit des Nationalsozialismus gab es eine große jüdische Gemeinde in Creglingen.

## Politik

### Gemeinderat

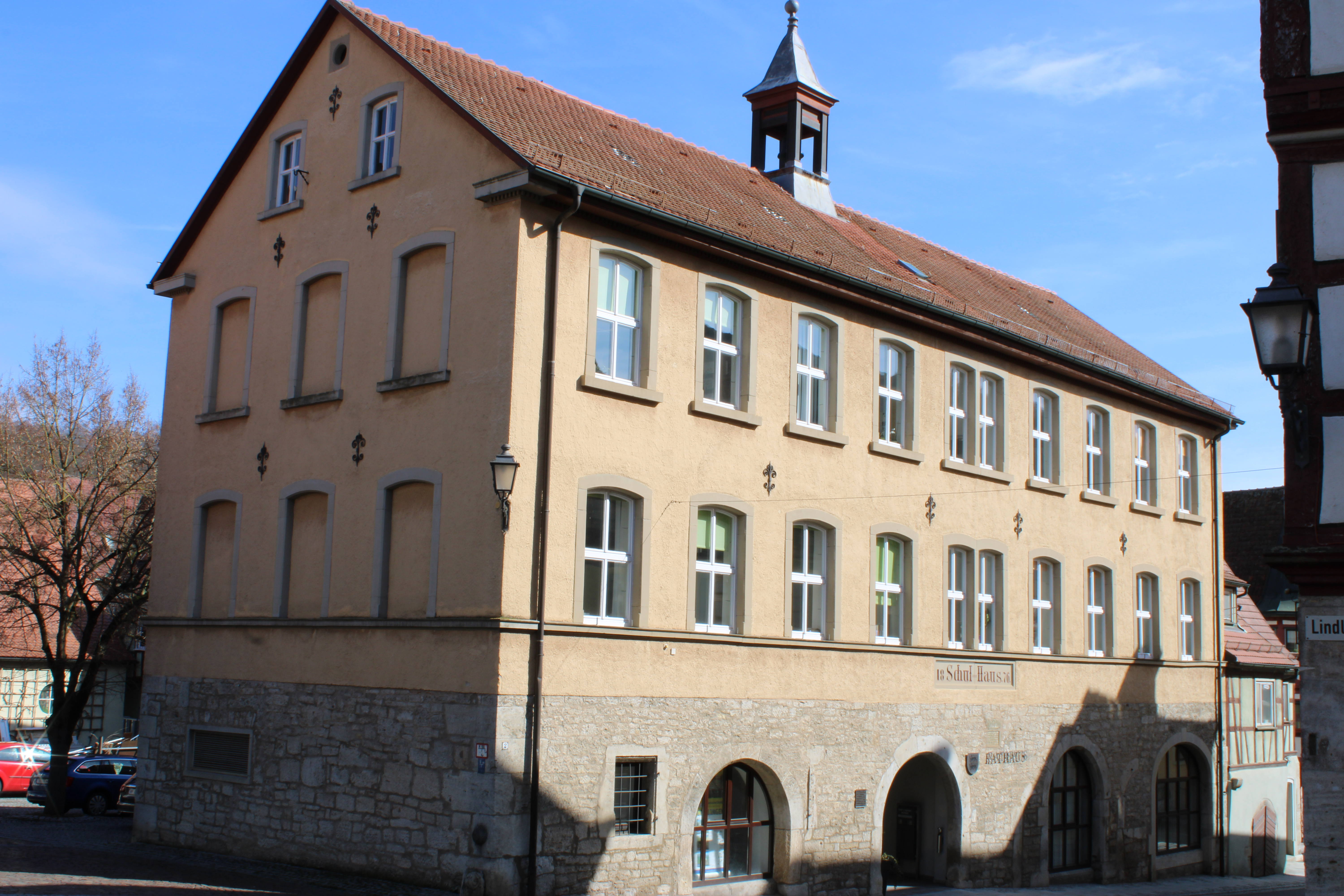
Rathaus

Der Gemeinderat in Creglingen hat normalerweise 18 ehrenamtliche Mitglieder, die für fünf Jahre gewählt werden. Die Zahl der Mitglieder kann sich durch Ausgleichssitze erhöhen (gesamt 2024: 22 Sitze; 2019: 19). Hinzu kommt der Bürgermeister als stimmberechtigter Gemeinderatsvorsitzender.
Dabei garantiert die Unechte Teilortswahl den Ortsteilen eine festgelegte Anzahl von Sitzen: Aus dem Hauptort Creglingen kommen mindestens sechs Gemeinderäte, aus den anderen zwölf Ortsteilen – Archshofen, Blumweiler, Craintal, Finsterlohr, Frauental, Freudenbach, Münster, Niederrimbach, Oberrimbach, Reinsbronn, Schmerbach und Waldmannshofen – kommt jeweils mindestens ein Gemeinderat.
Die Kommunalwahl am 9. Juni 2024 führte zu folgendem Ergebnis.
| Partei / Liste                                             | Stimmenanteil | Sitze | Ergebnis 2019    |
| ---------------------------------------------------------- | ------------- | ----- | ---------------- |
| Wählergemeinschaft Creglinger Bürger (WCB)                 | 47,27 %       | 10    | 71,6 %, 14 Sitze |
| SPD                                                        | 17,56 %       | 04    | 28,4 %, 05 Sitze |
| Wir Für Creglingen (WFC)                                   | 31,67 %       | 07    | 0,00 %, 00 Sitze |
| Gemeindearbeit-transparent, fair, zukunftsorientiert (TFZ) | 03,51 %       | 01    | 0,00 %, 00 Sitze |
| Wahlbeteiligung: 73,29 % (2019: 69,0 %)                    |               |       |                  |

### Bürgermeister
Der Bürgermeister wird in Baden-Württemberg für eine Amtszeit von acht Jahren direkt gewählt. Seit 2010 ist Uwe Hehn Bürgermeister von Creglingen. Siehe auch: Liste der Bürgermeister der Stadt Creglingen.

### Wappen
Blasonierung: In Silber zwei rot bewehrte und rot bezungte, hersehende schwarze Löwen (Leoparden) übereinander.

## Wirtschaft und Infrastruktur

### Weinbau
Creglingen sowie die Ortsteile Reinsbronn und Archshofen sind württembergische Weinorte an der Tauber.

### Industrie
Creglingen ist Stammsitz der Wirthwein AG.

### Verkehr
Ab 1909 war Creglingen durch die Bahnstrecke Bieberehren–Creglingen der Königlich Württembergischen Staats-Eisenbahnen, später der Deutschen Reichsbahn und danach der Deutschen Bundesbahn mit dem Schienennetz verbunden. Diese Strecke war ein Nebenast der Gaubahn von Röttingen nach Ochsenfurt. Der Personenverkehr wurde bereits 1967, der Güterverkehr 1992 eingestellt. Danach wurden die Trasse abgebaut zu einem Abschnitt des Taubertalradwegs, der in diesem Bereich ein Bahnradweg ist. Heute erinnert nur noch der frühere Bahndamm an die Zeit mit Eisenbahnanschluss, da der Creglinger Bahnhof einem Supermarktneubau weichen musste.
Durch Creglingen verläuft der Fränkische Marienweg.

### Medien
| Programm               | Frequenz | ERP     |
| ---------------------- | -------- | ------- |
| SWR1 Baden-Württemberg | 89,1 MHz | 0,01 kW |
| SWR2                   | 92,5 MHz | 0,01 kW |
| SWR3                   | 97,2 MHz | 0,01 kW |
| SWR4 Franken-Radio     | 94,9 MHz | 0,01 kW |

Gegenüber der Stadtmitte steht der Sender Creglingen über dem rechten Taubertalhang, ein Füllsender, der die Stadt und die nahe Umgebung mit den Rundfunkprogrammen des Südwestrundfunks versorgt.

### Bildung

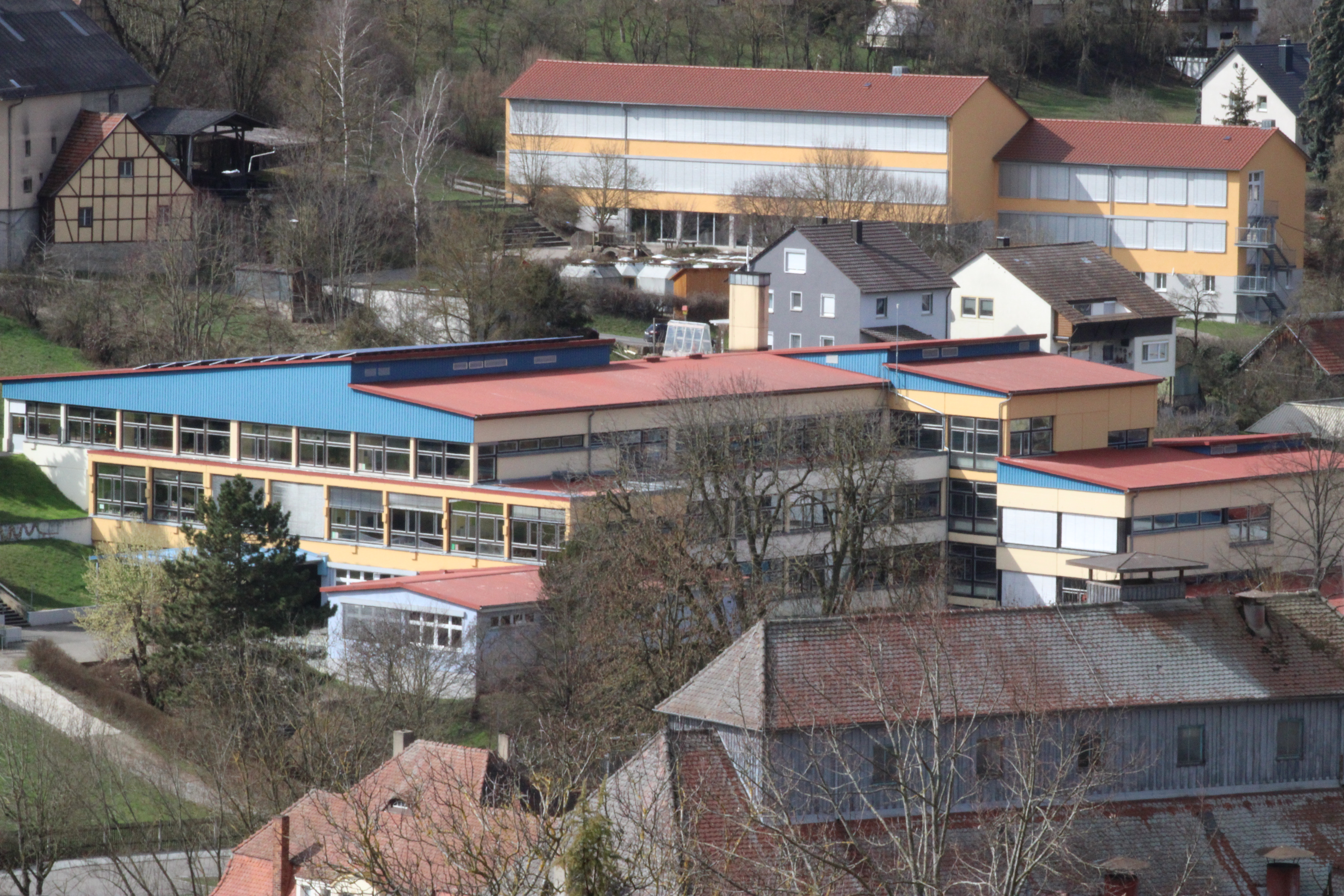
Werkrealschule und Grundschule (hinten) in Creglingen

In Creglingen gibt es eine Realschule und eine Grund- und Hauptschule mit Werkrealschule. Daneben kann das benachbarte Gymnasium Weikersheim besucht werden. Außerdem gibt es zwei städtische und einen evangelischen Kindergarten.

## Kultur und Sehenswürdigkeiten
Creglingen liegt an der Romantischen Straße, die an vielen Sehenswürdigkeiten vorbeiführt. Der Kulturlandschaftspfad Creglingen führt über 2,4 km durch die Creglinger Landschaft.

### Museen

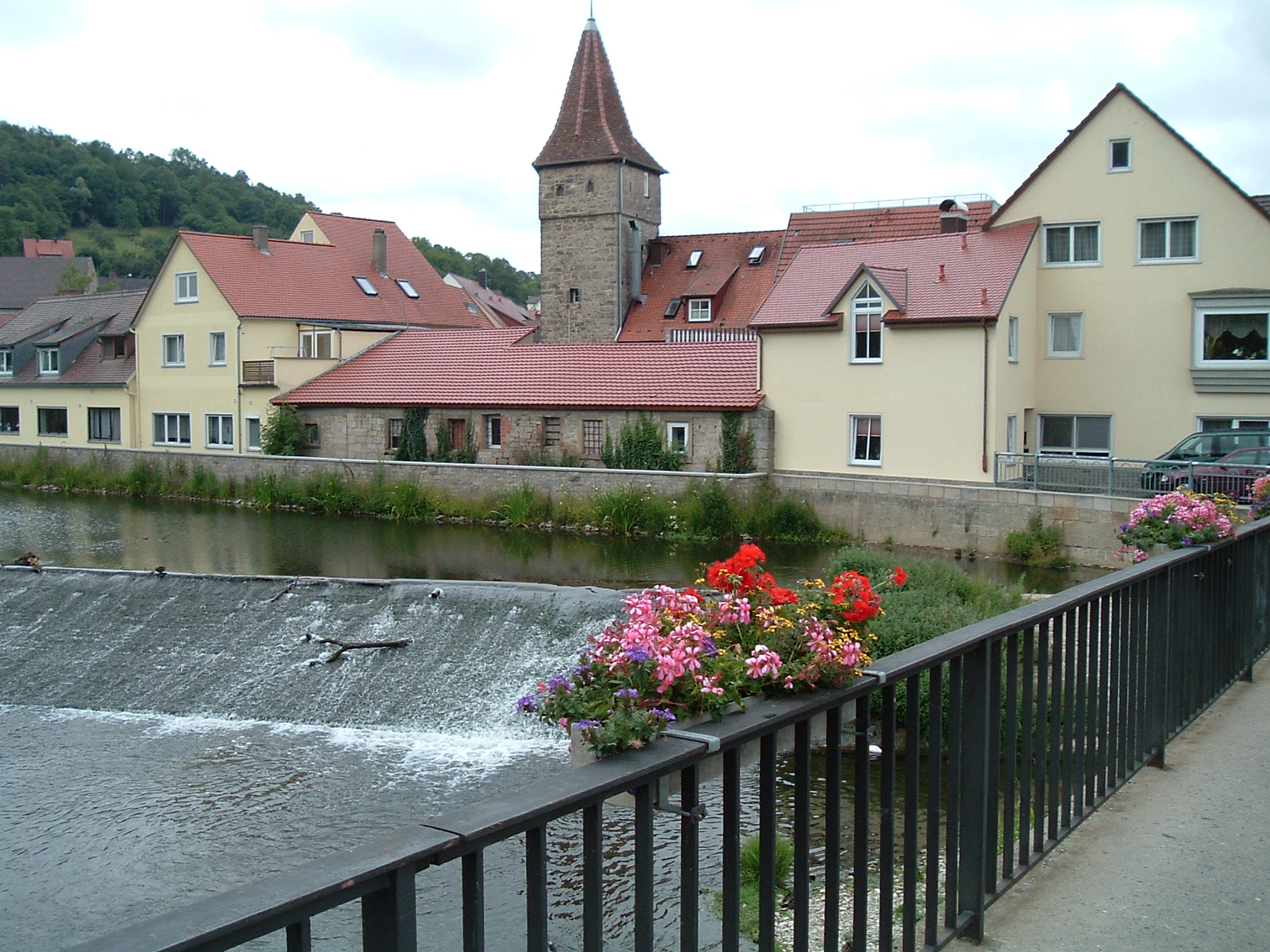
Wehr in Creglingen, im Hintergrund der Faulturm

- Jüdisches Museum Creglingen
 Am 8. November 2004 wurde das Jüdische Museum Creglingen mit der ständigen Ausstellung Wurzeln und Wege eröffnet. Die Ausstellung zeigt die regionalen Wurzeln und Besonderheiten jüdischen Lebens in Creglingen und in der Teilgemeinde Archshofen. Sie skizziert Wege und Schicksale, die die tauberfränkischen Juden aus der Heimat in die Fremde führten und bringt die gemeinsame Vergangenheit von Juden und Nichtjuden wieder in Erinnerung. Zu den Belastungen gehört das Pogrom vom 25. März 1933 (Gedenktafel in der Neuen Straße 28). Zu finden ist das Museum in der Badgasse 3.
- Lindleinturm-Museum
 Der Lindleinturm gehörte als Wehr- und Wachturm zur spätmittelalterlichen Befestigungsanlage der Stadt Creglingen. 1795 ließ der damalige Eigentümer einen Fachwerkaufbau auf den Steinsockel setzen, um den Turm bewohnbar zu machen. Margarete Böttiger, Dienstmagd in Creglingen und Umgebung, erwarb 1927 den Turm mit zwei beheizbaren Zimmern, Küche und Abort und lebte darin bis 1993. Bereits 1979 wurde die Stadt Eigentümerin des Turms. Seit 1999 ist der original eingerichtete Turm für die Öffentlichkeit zugänglich und bietet Einblick in die Lebensweise seiner letzten Bewohnerin. Zu finden ist das Museum im Stadtgraben 12.
- Feuerwehrmuseum im Schloss von Waldmannshofen.[24]
- Fingerhutmuseum[25]
1982 wurde in Creglingen ein Fingerhutmuseum eröffnet. Hier sind Fingerhüte aller Art und andere Nähutensilien der „Fingerhüterzunft“ zu sehen. Das Fingerhutmuseum befindet sich an der Kohlesmühle in der Nähe der Herrgottskirche.
- Museum Vom Kloster zum Dorf in Frauental (Geschichte von Ort und Kloster)

### Bauwerke und Kulturdenkmale

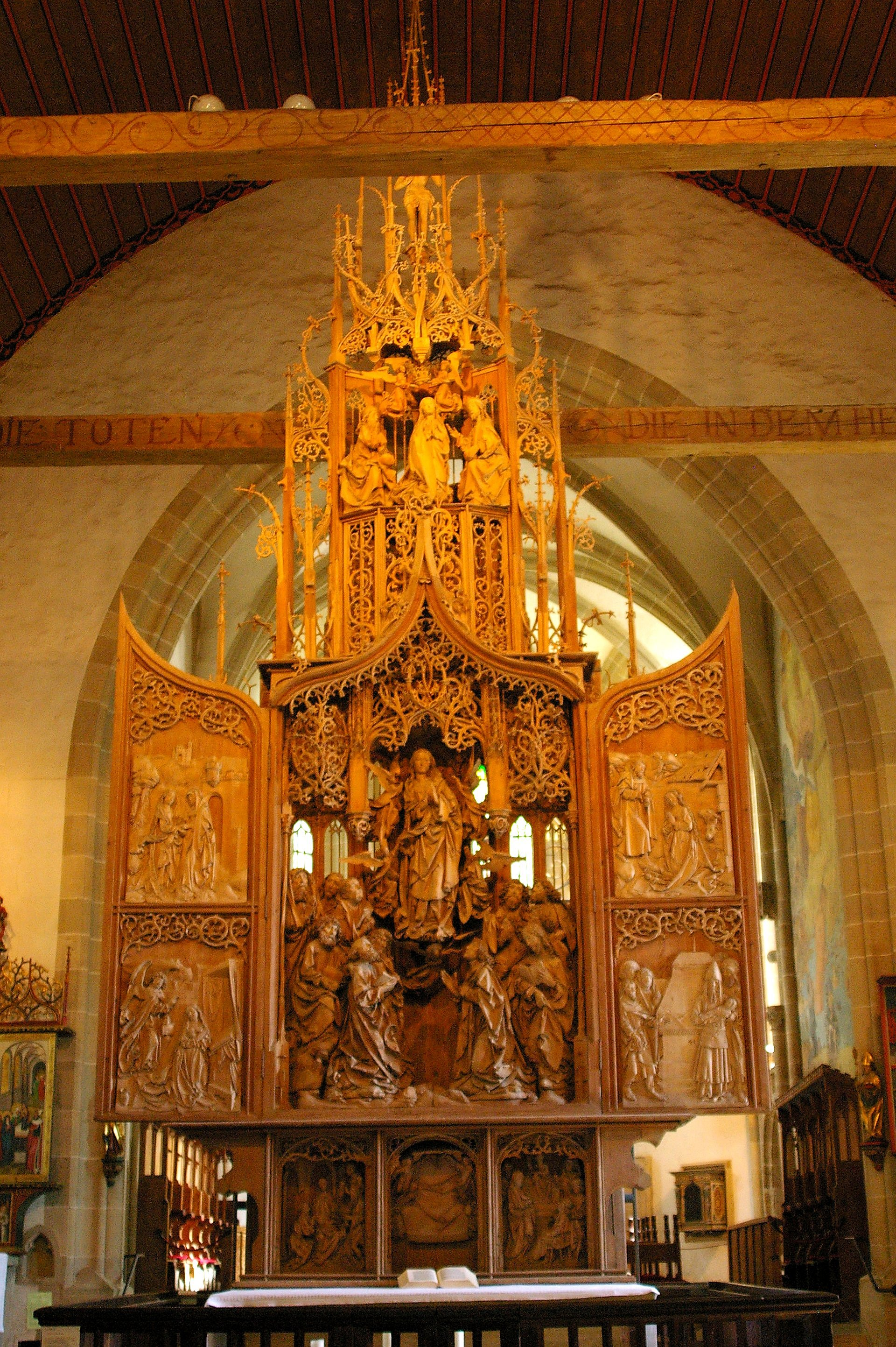
Marienaltar

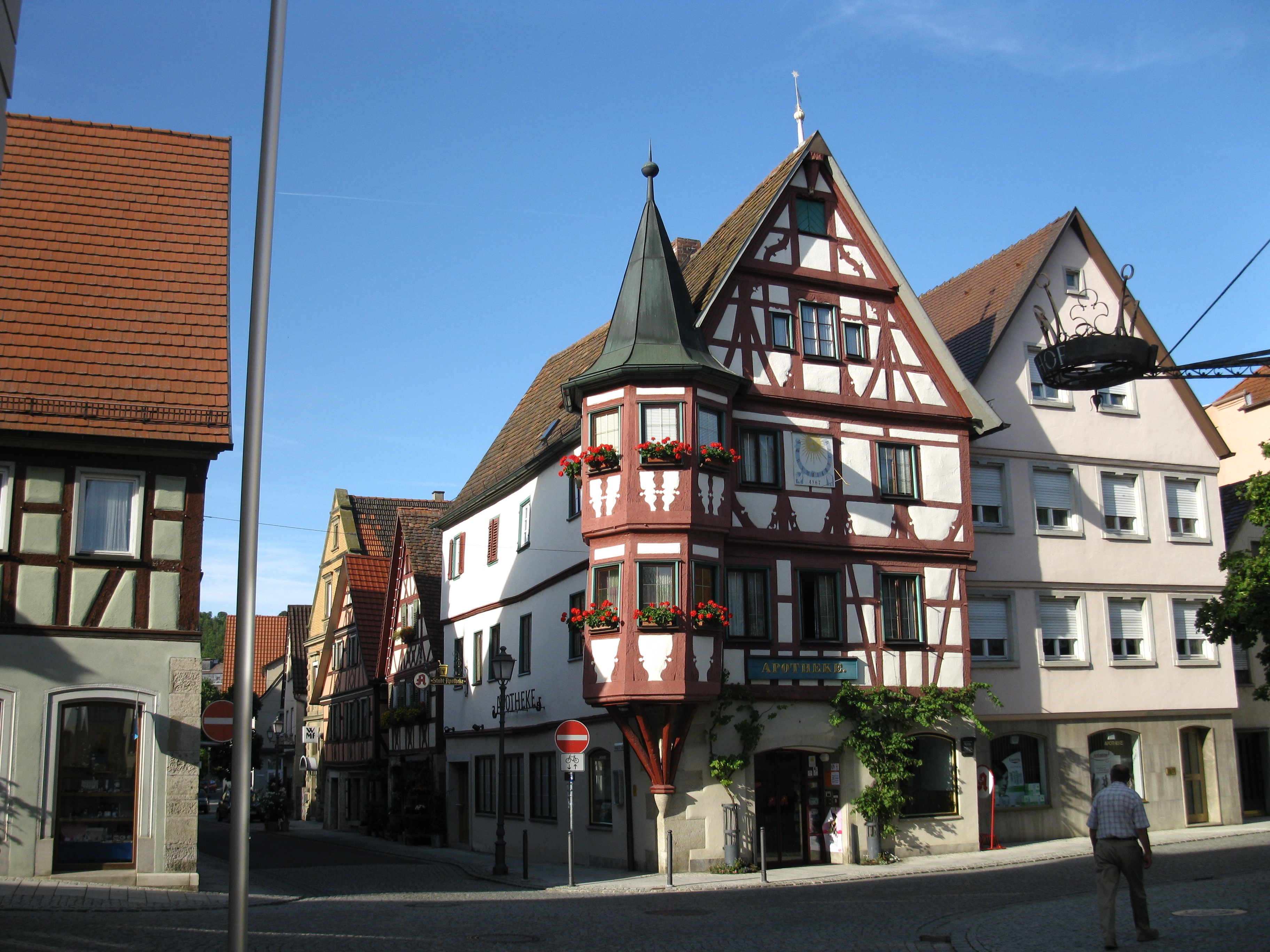
Alte Apotheke am Marktplatz

- Marienaltar von Tilman Riemenschneider in der Herrgottskirche etwa 1 km südlich der Stadt. Dieses wahrscheinlich 1505–1508[26] geschaffene Retabel ist eines der wichtigsten Werke mittelalterlicher Holzbildhauerkunst. Im Jahr 2005 wurde sein 500-jähriges Bestehen gefeiert.
- Die evangelische Stadtkirche Creglingen ist im Ursprung eine spätromanische Basilika (Chorraum von 1180), die mehrmals umgebaut sowie barockisiert wurde. Der Kirchturm dominiert das heutige Stadtbild. Sehenswert im Inneren sind Grabmäler, ein spätgotisches Sakramentshäuschen sowie die mit Intarsienbildern verzierte Kanzel aus dem 16. Jahrhundert.
- ältestes ländliches Bauernhaus von 1352
- Alte Apotheke am Marktplatz
- ehemaliges Zisterzienserinnenkloster Frauental
- Lichteler Landturm beim Ortsteil Lichtel
- St. Johanneskirche aus dem 12. Jahrhundert in Niederrimbach
- Ulrichskapelle in Niederrimbach-Standorf
- Zwischen Finsterlohr und dem Taubertal liegt das keltische Oppidum Finsterlohr

### Kulturzentrum Romschlössle

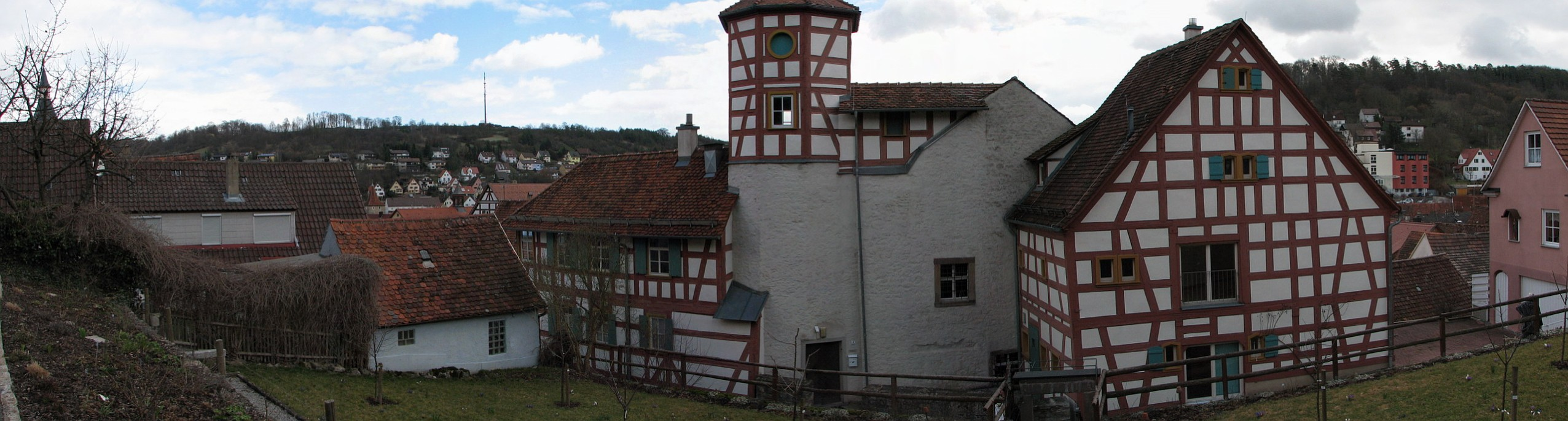
Kulturzentrum „Romschlössle“

Am südlichen Stadtrand Creglingens steht das ehemalige Haus Weinsberg, jetzt Romschlössle genannt, das als Gebäudekomplex über Jahrhunderte hinweg das Creglinger Stadtbild prägte. Eine terrassenförmige Gartenanlage – neben einem Stück Stadtmauer, das heute noch erhalten ist – gehört ebenfalls zu diesem Gebäude. Das Gebäude wurde von 1992 bis 1994 von Grund auf renoviert. Es beherbergt heute unter anderem eine öffentliche Bücherei, die städtische Musikschule und eine Töpferei. Darüber hinaus finden hier regelmäßig Konzerte und Kunstausstellungen statt.

### Naherholung

#### Badeseen
Das Erholungsgebiet Münsterseen stellt mit seinem Badesee, dem großen Liegebereich, einem vielseitigen Wasserspielplatz und insgesamt 900 m Barfußpfad ein vorbildliches Naherholungsangebot dar. Es ist nahe dem Ortsteil Münster hinter dem Campingplatz gelegen.
Zwischen Finsterlohr, Schonach und Schmerbach liegt der Karrodsee. Neben der Bademöglichkeit existieren auch zwei Grillplätze. Jedes Jahr Ende Juli findet ein Karrodsee-Fischerfest der Interessengemeinschaft Karrodsee statt.

#### Kneipp-Anlage
Eine Kneipp-Anlage befindet sich im Stadtteil Münster, integriert in das Freizeit- und Erholungsgebiet Münsterseen.

### Rad- und Wanderwege
Der Taubertalradweg, ein Landes-Radfernweg, führt auf seinem Weg von Rothenburg ob der Tauber nach Wertheim durch Creglingen. Er ist ein Teil der D-Route 9 (Weser – Romantische Straße).
Creglingen liegt am Panoramaweg Taubertal sowie am etwa 180 km langen Jakobsweg Main-Taubertal.

### Regelmäßige Veranstaltungen
Der zweite Mittwoch im Februar ist in Creglingen seit 100 Jahren ein Festtag. Der Creglinger Pferdemarkt bietet allen Pferdefreunden aus dem Taubertal und den bayerischen Nachbargemeinden eine Mischung aus alter Pferdemarkttradition und regem Markttreiben. Neben der Pferdeprämiierung und dem Krämermarkt ist der Höhepunkt an diesem Tag der traditionelle Festumzug mit anschließendem Platzkonzert. 2020 wurde zum 100-jährigen Jubiläum der Pferdemarkt am 1. und 2. Februar begangen. 2021 fand der Pferdemarkt wegen der COVID-19-Pandemie nicht statt.
Darüber hinaus finden alljährlich die bereits traditionellen Oster-, Pfingst- und Weihnachtsmärkte statt.
Am vierten Juni-Wochenende findet jährlich in und um den Romschlösslegarten das Rosenblüten- und Lichterfest mit Markt rund um Rosen und Garten und einer Rosenkönigin statt. Besonderheiten sind kulinarische Köstlichkeiten rund um die Rose. Das abendliche Lichterfest ist mit einem historischen Rahmenprogramm verbunden.
In Oberrimbach findet seit über 40 Jahren die KiWo statt. Die KiWo ist ein von der Kirchengemeinde FiSchLi und den Apis im Bezirk Creglingen veranstaltetes Kinderferienprogramm, das derzeit von ca. 150 Kindern aus dem Stadtgebiet Creglingen und darüber hinaus besucht wird.

### Vereine
Creglingen ist geprägt durch ein reges Vereinsleben. Hierzu gehören 9 Sportvereine, 15 Gesangvereine, 8 Posaunenchöre bzw. Musikkapellen, 11 Landfrauenvereine und 14 Jugendclubs.
Ein Aushängeschild der Stadt war jahrelang die Volleyballabteilung des TV Creglingen. Die erste Frauenmannschaft spielte in den 1990er Jahren in der ersten Bundesliga.